# 冬蔭功 (電影)
《冬蔭功》是一部於2005年上映的泰國電影，由《拳霸》原班人馬，導演柏治也·平寇和主演柏朗·伊雲製作，泰國總理他信更廣邀當地城中名人舉行了一場特別優先試映會先睹其新作。本片並打破香港開埠以泰國電影最高開畫票房紀錄。

## 劇情簡介
在一個泰國寧靜的村落裏，純樸善良的阿錦（柏朗·伊雲）與父親相依為命，他們過著簡單而開心的生活。當年曾擔任泰王御兵的父親閒時還會教授御兵所操練的拳術予阿錦，希望他日練成後可以為國王效力。
此外，兩父子並計劃將家中飼養的大象呈獻給國王。在潑水節前夕，父親雀躍地跟村長商量如何將心愛的象呈獻給國王，豈料村長另有圖謀，與壞人互相勾結，藉口把大象送往身體檢查，把大象運往澳洲作黑市交易。
阿錦眼見心愛的夥伴被奪，父親還被打傷。甘冒生命危險隻身遠赴澳洲挑戰壞人頭子玫塊夫人，期間遇到泰裔澳洲籍警察馬克及被逼當娼妓的巴娜，在他們的協助下，阿錦誓要搶回大象。雖然阿錦遇到不少頑強對手，但憑著勇氣及毅力阿錦把他們一一打敗。

## 片名
泰文中「冬蔭」指的是泰式酸辣湯，這種湯以明蝦和蘑菇為主要原料，副以椰奶、辣椒膏、青檸汁、香茅、南薑等多種香料，口味十分濃重，喝一口就立刻能達到「醒腦提神」的作用，是非常典型的酸辣口味的泰國菜。由於冬蔭湯口味辛辣刺激，喝完之後大汗淋漓，非常痛快，且其中的多種香料都有藥效，因而，在泰國甚至全亞洲都十分流行，成了泰國的國粹。
導演柏治也·平寇表示，片名之所以叫《冬蔭功》，不僅僅是因為電影中大反派「玫瑰夫人」在澳洲所開設的餐廳叫這個名字，而且也是因為泰國人一提起冬蔭功，就會聯想起在泰國的家鄉。再配合泰拳和大象，使得全片有濃厚的泰國的風情，可以讓全世界觀眾更加深入地認識這個國家。
本片《冬蔭功》是指故事中華人黑幫組織的據點，而劇情也與《拳霸》無聯繫，但在台灣卻被冠以《拳霸2》的名號上映，但是真正的拳霸續集（Ong Bak 2，正名為《拳霸2》，台灣卻稱為《拳霸3》）則於2008年底上映。此電影引進中國大陸時的譯名為《托尼佳新冒险》。

## 评价
动作片很少涉及“长镜头”，题材要求快速剪接，以制造眼花缭乱的对打场面。《冬荫功》中一反常态的设计了楼梯打斗的一个长镜头，在3分45秒的时长里，托尼·贾从一楼打到四楼，摄影机同步跟进。这个长镜头是动作电影中罕见的尝试，它在不破坏场景连续性的前提下，让托尼·贾的略显平实的打斗（相对特效制作）产生震撼效果。

## 外部連結
- 開眼電影網上《Tom-Yum-Goong》的資料（繁體中文）
- 豆瓣电影上《Tom-Yum-Goong》的資料 （简体中文）
- 时光网上《Tom-Yum-Goong》的資料（简体中文）
- AllMovie上《Tom-Yum-Goong》的资料（英文）
- 爛番茄上《Tom-Yum-Goong》的資料（英文）
- Box Office Mojo上《Tom-Yum-Goong》的資料（英文）
- TCM电影资料库上《Tom-Yum-Goong》的资料（英文）
- Metacritic上《Tom-Yum-Goong》的資料（英文）
- 互联网电影数据库（IMDb）上《Tom-Yum-Goong》的资料（英文）